# Thelma Mejía
Thelma Mejía López (1966. San Lorenzo, Valle, Honduras) es una periodista hondureña, miembro fundador del Foro Ciudadano y del Comité por la Libertad de Expresión (C-Libre).

## Biografía

### Estudios
Realizó sus estudios de primaria y secundaria en San Lorenzo, en la Escuela de Niñas Benito Cerrato y en el Instituto Felipe E. Augustinus respectivamente. En 1991 se graduó de licenciatura en periodismo en la Universidad Nacional Autónoma de Honduras, y en 2005 obtuvo una maestría en teorías políticas y estudios sociales en la Universidad de La Habana. Además obtuvo varios diplomados de organizaciones prestigiosas (Unitec, OEA, Instituto Banco Mundial, etc). 

### Carrera
Su carrera en el periodismo inicia en 1987 cuando empieza a trabajar para la Inter Press Service como corresponsal de noticias de Honduras para el mundo, con enfoque de desarrollo. Actualmente redacta artículos para la IPS. Posteriormente en 1990 empezó a trabajar para El Heraldo como editora de secciones especiales y realizando periodismo de investigación, hasta 1992. En 1994 empezó a trabajar en la academia dependiente de la Organización de las Naciones Unidas, Universidad para la Paz como directora nacional del programa de cultura de paz y democracia en América Central hasta 1997, año en el que regreso a El Heraldo pero esta vez como jefa de redacción a petición del mismo Jorge Canahuati Larach. Fue jefa de redacción de El Heraldo hasta 2001, cuando fue despedida por "no acoplarse a las políticas del medio". En junio de 2001 formó parte del grupo de personas que fundaron el Comité por la Libertad de Expresión (C-Libre). En 2010 empezó a trabajar en Corporación Televicentro. También en 2010 empezó a trabajar para el Consejo Nacional Anticorrupción (CNA) como especialista en derecho a la información y gobernalidad. En 2018 fue parte del jurado calificador para los Premios Gabo 2018, de la Fundación Nuevo Periodismo Iberoamericano.

### Relevancia en el periodismo hondureño
Thelma Mejía fungió como jefa de redacción de El Heraldo en la época del oscurantismo del periodismo hondureño, durante el gobierno de Carlos Flores Facussé que comprendió desde 1998 hasta el 2002. Mejía redactó varios artículos que desenmascaraban la corrupción del gobierno y de los militares, quienes ya la habían amenazado a ella y a su familia. En ese entonces existían muchos periodistas tarifados en los medios de comunicación, que tenían pactos con el gobierno para poder mantener un cerco mediático entre la verdad y la población, sin embargo, un grupo de periodistas éticos (Thelma Mejía, Manuel Torres Calderón, Róger Argueta, entre otros) se mantenían firme a sus ideales y eso los convirtió en blanco de amenazas y despidos. El 26 de abril de 1991, Thelma Mejía fue obligada a renunciar debido a la presión política de Flores Facussé  y los altos ejecutivos gubernamentales sobre Jorge Canahuati Larach, propietario de El Heraldo. Este hecho, sumado a la indiferencia del Colegio de Periodistas de Honduras ante tales situaciones, dio lugar al alzamiento del periodismo independiente en Honduras (y llevó a la fundación del Comité por la Libertad de Expresión). En 2002, Mejía público el libro Noticias inéditas de una sala de redacción en el que narra con lujo de detalle toda esta experiencia.

## Obras
- Noticias inéditas de una sala de redacción (2002)[8]
- Impunidad, corrupción e inseguridad en Honduras: Desafíos democráticos para el nuevo gobierno 2018-2022 (2018)[9]
- A un año de gobierno: manejo, percepción e impacto de la impunidad, corrupción e inseguridad en Honduras (2019)[10]